# Окронґлик (Мазовецьке воєводство)
Окронґлик (пол. Okrąglik) — село в Польщі, у гміні Білобжеґі Білобжезького повіту Мазовецького воєводства.
Населення — 34 особи (2011).
У 1975-1998 роках село належало до Радомського воєводства.

## Демографія
Демографічна структура станом на 31 березня 2011 року:
|          | Загалом | Допрацездатний вік | Працездатний вік | Постпрацездатний вік |
| -------- | ------- | ------------------ | ---------------- | -------------------- |
| Чоловіки | 19      | 5                  | 9                | 5                    |
| Жінки    | 15      | 4                  | 7                | 4                    |
| Разом    | 34      | 9                  | 16               | 9                    |